# Cuore cavo
Il cuore cavo è una malattia della patata.  Colpisce la patata direttamente sul terreno.

## Sintomi
La malattia si manifesta con la formazione di una cavità, più o meno vasta, nella parte centrale del tubero. Le superfici della cavità appaiano legnose. 
Le foglie appiono necritiche e prostrate comparsa di nuove foglie dalle gemme ascellari.

## Cause e prevenzione
La malattia può essere dovuta alla dilavazione superficiale del terreno o alla siccità, che causano una carenza di boro, il quale tende ad accumularsi negli strati superficiali del terreno e non viene assorbito quando è secco, non raggiungendo i tuberi. Anche la presenza di calcare può impedire l'assorbimento del boro da parte della pianta.
Per prevenire la malattia bisogna irrigare regolarmente il terreno, concimare con fertillizzanti a base di boro i terreni dilavati, non concentrare troppo le piante per diminuire la competizione per le sostanze nutritive.